# IMCO
Не следует путать с компанией по производству спичек IMCO, вовлечённой в крах Ивара Крюгера.

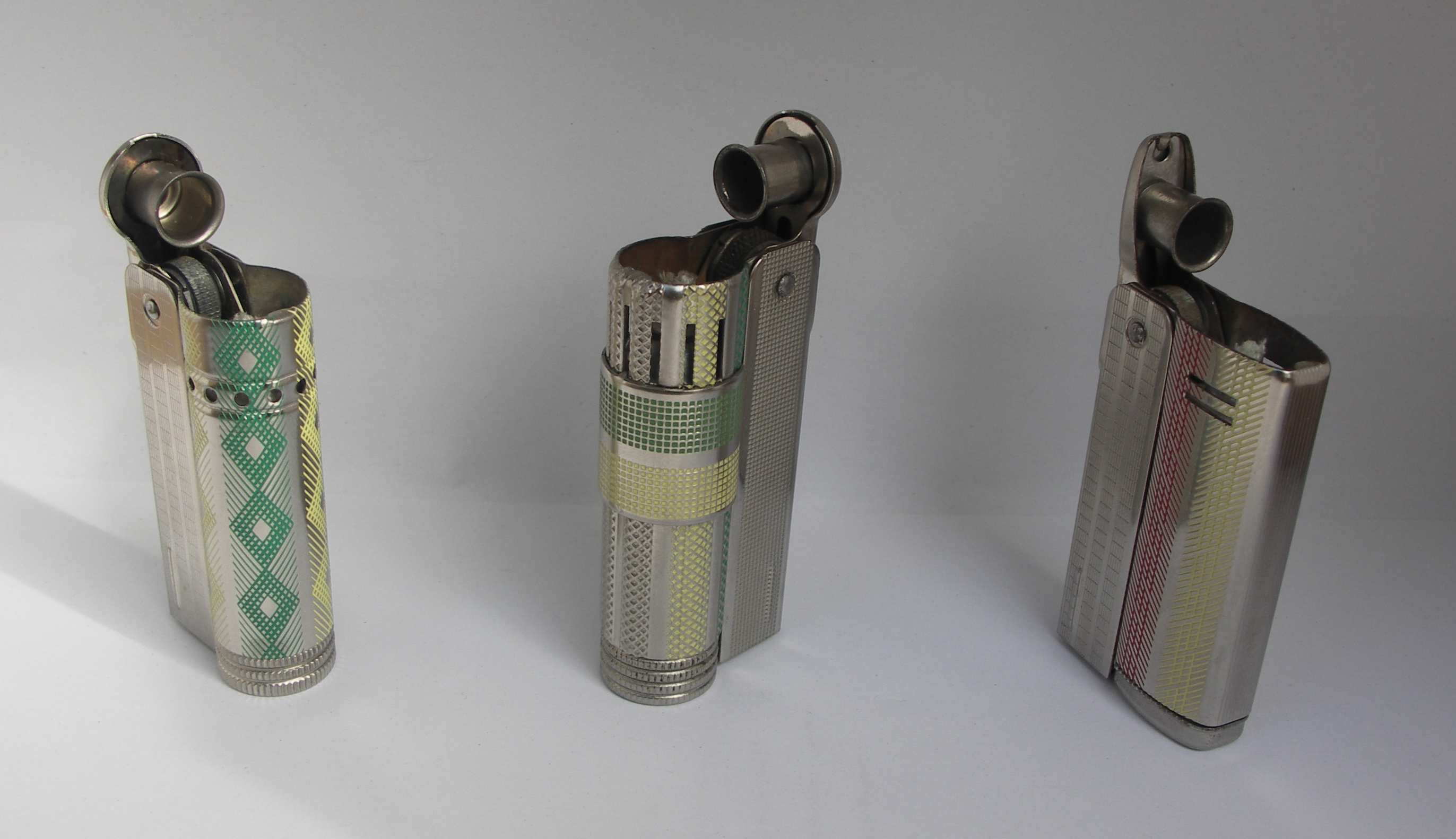
Слева направо: Imco Triplex Junior, Imco Triplex Super, Imco Streamline

IMCO (также Imco, название происходит от инициалов имени основателя, Julius Meister & Co., полное название нем. IMCO Österreichische Feuerzeug- und Metallwarenfabrik GmbH) — одна из старейших в мире компаний-производителей зажигалок (вторая после Ронсон).

## История
Австрийская фирма была основана в 1907 году. Свою деятельность она начинала как фабрика по производству пуговиц и фурнитуры нем. Österreichische Knopf- und Metallwarenfabrik Julius Meister & Co., производство зажигалок началось в 1918 году (рекламный лозунг компании: англ. IMCO®, the World's Supreme Lighter since 1918!).

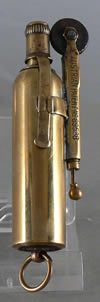
Зажигалка Imco IFA Patent Nr. 89538

В ходе Первой мировой войны и после неё оставалось много использованных гильз от патронов. Компания IMCO начала производство зажигалок на их основе. Самая известная зажигалка IMCO на основе гильзы — IMCO IFA (IMCO Feuerzeuge Austria). В 1922 году компания получила первый патент, номер 89538. За время существования, компания разработала и продала более 70 моделей зажигалок.
Наибольший успех получила модель IMCO TRIPLEX Super. Фирма IMCO за всю свою историю выпустила более полумиллиарда зажигалок. В то же время все расходные материалы (кремни, фитили, бензин) совместимы с расходниками зажигалок Zippo (считается, что основатель Zippo Джордж Грант Блэйсделл «вдохновлялся» зажигалками Imco, в частности, Hurricane).
IMCO 4700 Triplex была разработана в 1937 году, в 1960-х годах механизм был изменён для облегчения автоматизации производства, в результате появилась 6700 Triplex Super. В дальнейшем изменения в Triplex не вносились, что отчасти было связано с премиальностью бренда. Хотя изначальная конструкция целиком определялась соображениями производства («в 1930-х годах не было отделов дизайна»; цилиндрическая форма контейнера для бензина связана с переиспользованием патронных гильз), любые изменения в зажигалках приводили к беспокойству покупателей, которые опасались подделок (за время существования IMCO подделкой её изделий занимались по крайней мере 20 других компаний). Даже изменения в упаковке порождали замешательство, и потому были произведены лишь дважды в течение 20 лет.
В 1950-е годы выпускаются на рынок ещё 2 младшие модели — Junior и Streamline.
Зажигалка Triplex поставлялась в Вооружённые Силы Третьего Рейха — Вермахт, что определило её послевоенную всемирную популярность (более 90 % выпуска шло на экспорт).

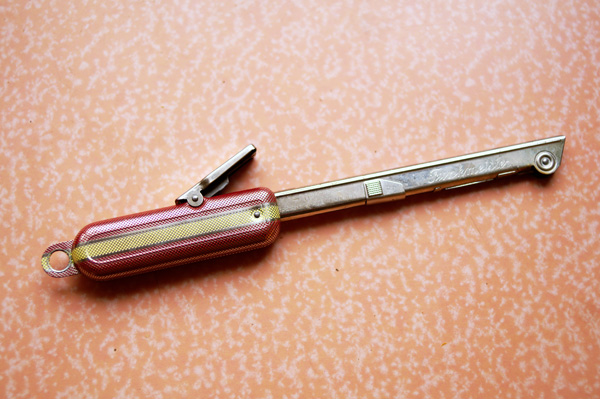
Газовая зажигалка Функмейстер

По состоянию на 1970 год, IMCO была единственным зарубежным производителем, который имел «значительное влияние» на рынок зажигалок в США. Зафиксировано использование  зажигалок IMCO в американской армии, но они не были официально приняты.
Официально производились зажигалки 4 стилей:
- Standard Lighters;
- Super Classic Lighters;
- Western Lighters;
- 1960’s Lighters.

Из-за расположения фабрики в жилых кварталах Вены в 1960-х годах компания не смогла быстро переключиться на ставшие популярными газовые зажигалки, и потеряла свои конкурентные преимущества. С 1988 года компания принадлежала семье Хаас. Фирма прекратила существование в 2012 году.

## Советские клоны зажигалок IMCO
- Зажигалка «Коминтерн»
- Зажигалка ЭБЛ 15 SKILTAVA
- Зажигалка «Кремль Москва»
- Зажигалка Ленэмальер[10]
- Зажигалка-пистолет тбилисского завода[10]